# Kościół św. Małgorzaty z Antiochii w Kopčanach
Kościół św. Małgorzaty z Antiochii w Kopčanach – kościół pod wezwaniem św. Małgorzaty Antiocheńskiej znajdujący się w słowackiej miejscowości Kopčany w powiecie Skalica. Kościół został prawdopodobnie wybudowany w IX lub X wieku naszej ery, zapewne jeszcze w okresie funkcjonowania państwa wielkomorawskiego. Pierwsza pisemna wzmianka o tym kościele pojawiła się w 1554 roku. Był używany aż do XVIII wieku, gdy w Kopčanach wybudowano nowy kościół. Kościół został zbudowany w stylu przedromańskim. Obiekt ten od 1995 roku jest wpisany na listę słowackiego dziedzictwa kulturalnego. Pierwsze badanie architektoniczne kościoła przeprowadzono w 1964 roku. 2 stycznia 2009 roku słowacka poczta wydała znaczek, którego centralnym punktem był kościół św. Małgorzaty z Antiochii w Kopčanach. Obiekt znajduje się na słowackiej liście informacyjnej światowego dziedzictwa UNESCO.